# Wladimir Nikititsch Kaschperow
Wladimir Nikititsch Kaschperow (en ruso: Владимир Никитич Кашперов) (Tschufarowo, 1827 - Romanzewo, 26 de junio de 1894) fue un compositor ruso del Romanticismo.

## Biografía
Fue discípulo de Johann Georg Hermann Voigt y de Adolf von Henselt en San Petersburgo, luego viajó por Italia y Alemania, donde estrenó varias óperas, y entre 1866 y 1872 fue profesor de canto del Conservatorio de Moscú.

### Obras
Sus óperas principales son:
- Los zíngaros  (San Petersburgo, 1850);
- María Tudor  (Milán, 1859);
- Rienzi  (Florencia, 1863);
- Consuelo  (Venecia);
- La tormenta  (San Petersburgo, 1867);
- Tarasa Bulba  (Moscú, 1893).

Además, dejó una colección de melodías vocales.